# Causes des plantes

Causes des plantes (en grec ancien Περὶ Φυτῶν Αἰτιῶν) est le nom d’un ouvrage de botanique par Théophraste au cours du IIIe siècle av. J.-C. L’ouvrage comportait huit livres, six subsistent à l’état fragmentaire ; il est important de signaler que les éléments de l’ouvrage, et que tout ce qui est dit de la main de Théophraste ne l’est pas forcément. Les deux ouvrages Causes des plantes et Histoire des plantes sont tous deux extraits du Vaticanus Urbinas Gr. 61.
Théophraste est à l’origine de la différenciation théorique entre le règne animal et le règne végétal, distinction qui permit la naissance d’une véritable nouvelle discipline à part entière, possédant ses propres méthode et vocabulaire : la botanique. Dans ses écrits, il ajoute ses observations personnelles aux connaissances des auteurs plus anciens et contemporains. Une part importante de l’ouvrage est consacrée à un inventaire raisonné des plantes et comprend des informations sur l’influence du milieu sur leur développement, sur leur mode de reproduction et sur leur utilité. Certaines des théories botaniques de Ménestor, scientifique pythagoricien sybarite, sont connues grâce à Théophraste, mais on peut faire commencer la classification botanique avec Théophraste. L’ouvrage, organisé en six volumes, aborde les questions de la physiologie végétale, notamment la croissance et la reproduction, pour lesquelles Théophraste créa un vocabulaire spécifique qui décrivait les différentes parties d’une plante (on trouve les prémices du système sexuel). Au lieu de se focaliser sur les causes formelles comme son professeur, Théophraste suggéra une approche mécaniste en créant des analogies entre processus naturels et processus artificiels, et en reliant le concept aristotélicien de « cause efficace ». Selon Théophraste, les causes des plantes sont liées à l’action de la chaleur, de l’humidité, la sécheresse, les influences de la pluie, la neige, les vents, l’exposition géographique, le biotope (eaux douces ou salées, type de terrain, entre autres).
Bien qu’il se soit surtout intéressé aux plantes pour des raisons médicales, il fut amené à les classer par catégories en fonction de leur moyen de reproduction. Mais il croit que dans beaucoup de cas la reproduction de ces végétaux s’explique plus naturellement par le transport des semences par la pluie, par des inondations, et par l’air. Il chercha, l’un des premiers, à échapper à cette téléologie qui rapporte tout dans la nature aux usages des humains :
« La nature a ses principes en elle-même ; c’est par là qu’elle agit conformément à ses propres plans. La partie charnue de la pomme du péricarpe n’existe pas pour être mangée par l’humain, mais pour protéger le fruit. »

## Composition
Théophraste annonce Causes des plantes en toute fin du livre I d’Histoire des plantes. On trouve dans les Causes des plantes la description de maladies des végétaux, céréales, la manière de conserver les graines, la transformation des espèces sauvages par la culture, le développement d’excroissances ou de monstruosités, la comparaison des graminées avec les légumineuses, enfin une série de chapitres sur la saveur et l’odeur des plantes.

### Livre I
Le livre I de Causes des plantes examine formation, croissance, adaptation à la saison, mode de reproduction - et mort naturelle ou accidentelle de l’individu biologique à tous ses stades. Le livre I examine l’individu biologique à tous les stades de son existence : formation, croissance, adaptation au cycle saisonnier, reproduction, mort naturelle ou accidentelle. Des phénomènes aussi complexes que la transmission des caractères héréditaires, la pousse et la chute des feuilles, la photosynthèse, les tropismes, etc., élucidés seulement aux XIXe et XXe siècles grâce aux progrès de la chimie, discipline inconnue de l’Antiquité classique, se trouvent ici abordés avec une sorte de pressentiment remarquable. Pour n'en citer qu’un exemple, l’impulsion de croissance que Théophraste désigne par le mot « hormè » est attribuée par la biologie moderne au développement de l’auxine, une substance chimique que nous nommons précisément hormone. Les premiers écrits décrivant les rythmes biologiques concernent la biologie végétale. Ils remontent au IVe siècle av. J.-C. : Théophraste rapporte dans son Histoire des plantes qu’Androsthène de Thasos observe sur l’île de Tylos un arbre « dont les indigènes disent qu’il dort » : ce photopériodisme concerne probablement le tamarinier. Théophraste, dans ce livre I, décrit ses observations concernant la nature spécifique du végétal (multiplication et croissance ; floraison et fructification) et aborde la nature des vents, également abordés au Livre IV de son Histoire des plantes, dont le vent du nord-est, qui change de nature en passant de l’île d’Eubée au mont Olympe, d’où il passe de froid et sec vient à une nature qui brûle par le froid. Ce même vent change de caractère en passant de Rhodes à Cnide.

### Livre II
Le livre II est consacré aux conditions météorologiques et édaphiques (liées au sol) ainsi qu’aux influences des plantes proches ; il étudie les influences qu’exercent sur le végétal les conditions climatiques et météorologiques, la nature du sol et des eaux. Il illustre ainsi dans une étude méthodique enrichie d'une foule d'exemples concrets l’étroite dépendance de la plante par rapport à son environnement, ce qui permet de considérer Théophraste comme le véritable fondateur de l’écologie scientifique. Athénée cite des fragments de ce livre dans son Banquet des Deipnosophistes, concernant les figues. Dans ce livre, Sosibios est contredit par Théophraste quand il entend par « pomme struthie » la pomme de coing : ce sont là deux fruits différents. 

### Livre III
Les livres III et IV portent sur les phénomènes provoqués par l’intervention de l’homme et la génération.
- Dans l’optique d’une conception naturaliste, la race humaine est maternelle.
- La rouille détruit la farine dans le grain, et Théophraste la définit comme une pourriture[8]
- Une sorte de fougère, l’hémionite, favorise la stérilité des mulets
- Observations sur le blé.
- Exposé du problème de la génération spontanée à propos des végétaux apparemment dépourvus de fruits. Il rappelle les théories d’Anaxagore, Empédocle et Démocrite.

### Livre IV
- Traité sur le figuier nommé « figuier de Chypre »
- Traité sur le lupin, de l’ers et du pois chiche, seuls légumes où ne s’engendrent pas d’insectes, à cause de leur âcreté et de leur amertume, même s’il s’engendre une espèce de chenille dans les pois chiches. Les livres III et IV portent sur les phénomènes provoqués par l’intervention de l’homme.

### Livre V
- Distinction entre phénomènes spontanés et effets de la domestication. Théophraste fait à nouveau mention des figues : s'agissant des prodromes ou précoces : un air doux, humide et chaud sollicite la germination

### Livre VI
Au livre VI, Théophraste fait à peu près la même division des saveurs que Platon : la douce, l’acide, l’aigre, l’austère, la salée, l’acre, et l’amère. Théophraste y mentionne ses théories, comme celles d’Aristote qu’il admet la génération spontanée - surtout pour les végétaux inférieurs (Bryophytes et Ptéridophytes). Les vents sont abordés au Livre IV de son Histoire des plantes, dont le vent du nord-est, qui change de nature en passant de l’île d’Eubée au mont Olympe, d’où il passe de froid et sec à une nature qui brûle par le froid. Le reste de l’ouvrage se compose d’un ensemble conservé séparément sous le titre Des odeurs :
- Distinction entre ce qui est naturel et ce qui ne l’est pas
- Étude des saveurs et des odeurs naturelles (VI), celle des saveurs et des odeurs créées par l’homme (VII et VIII).

On sait par ailleurs que Théophraste attribue la bonne odeur à une sorte de coction des matières aqueuses, lorsque le principe humide, lequel est funeste, en a été dégagé par la chaleur. Il paraît que Callisthène encourut la disgrâce d’Alexandre de Macédoine parce qu’il témoignait de la répugnance à se rendre à des dîners où l'on buvait trop ; qu’un jour même, une certaine coupe appelée « coupe d’Alexandre », et d’une dimension énorme, étant venue à son tour jusqu’à lui, Callisthène la repoussa, s’écriant « qu’il ne voulait pas boire en Alexandre, pour avoir ensuite besoin d’Asclépios ».